# 793
793 (DCCXCIII) fue un año común comenzado en martes del calendario juliano, en vigor en aquella fecha.

## Acontecimientos
- 8 de junio: primera incursión bélica de los vikingos en Inglaterra, saqueando el monasterio cristiano de la isla de Lindisfarne (es considerado oficialmente su primer ataque, dadas sus dimensiones y consecuencias, aunque el primero había sido tres años antes, en la isla de Pórtland).
- En Gerona (España), los hermanos árabes Abd al-Malik y Abd al-Karim dirigen una expedición contra Rostán.